# Мавзолей Ленина
Мавзоле́й Влади́мира Ильича́ Ле́нина (в 1953—1961 годах — Мавзолей Владимира Ильича Ленина и Ио́сифа Виссарио́новича Ста́лина) — памятник-усыпальница (мавзолей) на Красной площади у Кремлёвской стены в Москве, где с 1924 года в прозрачном саркофаге сохраняется тело В. Ленина.
Первый (деревянный) мавзолей возвели в январе 1924 года сразу после кончины вождя, второй (деревянный) мавзолей — в мае 1924 года, третий (каменный) мавзолей был построен к октябрю 1930 года.
При мавзолее с 1925 года существует лаборатория по сохранению тела Ленина, в ней были забальзамированы тела нескольких известных политиков разных стран. С 1953 по 1961 год в мавзолее находился саркофаг с телом И. Сталина. 30 октября 1961 года XXII съезд КПСС принял решение о невозможности дальнейшего нахождения тела Сталина в мавзолее, после чего оно было захоронено в некрополе у Кремлёвской стены.
С 1989 года по настоящее время ведутся споры о захоронении Ленина и закрытии мавзолея.
Мавзолей является объектом Службы коменданта московского Кремля.
Дни и время посещения мавзолея: вторник, среда, четверг, суббота, воскресенье: 10:00 — 13:00 (часы работы действуют в новогодние/майские праздники). Вход бесплатный. 

## История

### Смерть Ленина и бальзамирование
30 августа 1918 года Ленин чудом выжил после покушения эсерки Фанни Каплан. В тот день он выступал с речью на заводе им. Михельсона в Москве. С 1921 года он страдал от атеросклероза, который привёл к резкому ухудшению здоровья и впоследствии послужил причиной смерти. Во время обследования в 1922 году врачи не нашли у Ленина органических поражений сосудов, так как медицина того времени не обладала необходимыми диагностическими возможностями. Его самочувствие ухудшалось, врачи поставили диагноз — поражение моторно-речевой зоны продолговатого мозга, сосудистая аневризма — и для поправки здоровья Ленин переехал в усадьбу Горки. 28 мая 1922 года у него произошёл первый инсульт, но функции частично восстановились, и Ленин вернулся к работе в октябре того же года. Высокая рабочая нагрузка вскоре спровоцировала второй инсульт: 16 декабря 1922 года в результате инсульта — кровоизлияния в мозг — у Ленина частично парализовало правые руку и ногу. Отчасти поправившись, Ленин вернулся в Кремль и начал работу над последними статьями. 9 марта 1923 года произошло третье кровоизлияние, последствием которого стало поражение речи, отказала уже левая половина тела. Ленина снова перевезли в Горки, там его здоровье периодически улучшалось, но болезнь прогрессировала. 20 января наступила агония, 21 января 1924 года произошло четвёртое кровоизлияние в мозг, смерть зафиксирована в 18 часов 50 минут.
Советское руководство озаботилось судьбой тела Ленина на случай его кончины ещё при жизни вождя: осенью 1923 года состоялось заседание Политбюро (в составе Сталина, Троцкого, Бухарина, Калинина, Каменева и Рыкова), на котором Сталин сообщил, что здоровье Ленина весьма ухудшилось, возможен летальный исход. В связи с этим Сталин объявил, что существует предложение «некоторых товарищей из провинции» в случае смерти Ленина подвергнуть его тело бальзамированию:
Этот вопрос, как мне стало известно, очень волнует и некоторых наших товарищей в провинции… Нужно забальзамировать тело Ленина. Существуют на сей счёт новейшие методы, таким образом, сохранить Ленина на многие годы. Это не противоречит и старым русским обычаям. Поместить его в специально оборудованный склеп.

Против этой идеи резко выступил Троцкий. По его словам: 
Когда товарищ Сталин договорил до конца свою речь, тогда только мне стало понятным, куда клонят эти сначала непонятные рассуждения и указания, что Ленин — русский человек и его надо хоронить по-русски. По-русски, по канонам Русской православной церкви, угодники делались мощами. По-видимому, нам, партии революционного марксизма, советуют идти в ту же сторону — сохранить тело Ленина. Прежде были мощи Сергия Радонежского и Серафима Саровского, теперь хотят их заменить мощами Владимира Ильича. Я очень хотел бы знать, кто эти товарищи в провинции, которые, по словам Сталина, предлагают с помощью современной науки бальзамировать останки Ленина и создать из них мощи. Я бы им сказал, что с наукой марксизма они не имеют ничего общего
Также резко против были Бухарин (считавший идею бальзамирования «возвеличиванием праха») и Каменев, заявивший «эта затея — не что иное, как самое настоящее поповство, сам Ленин осудил бы её и отверг».
Вечером 22 января сестре умершего Ленина Марии Александровне позвонил из Кремля Сталин, выразив соболезнования, он сказал, что готовится первая стройка будущей усыпальниц — Мавзолея. 
Через сутки после смерти Ленина, 22 января 1924 года, академик Алексей Абрикосов забальзамировал его тело — стандартная операция для последующего вскрытия и установления причин смерти. Для бальзамирования использовалась смесь, в которую входили вода, формалин, этиловый спирт, хлорид цинка и глицерин.
Срок действия бальзамирующего раствора был рассчитан на шесть дней, чтобы с Лениным могли проститься как можно больше людей. После завершения процедуры Алексей Абрикосов в присутствии лечивших Ленина врачей, профессоров и наркомздрава Николая Семашко, провёл вскрытие тела, чтобы установить точную причину смерти. Во время вскрытия он перерезал артерии и большие сосуды, о чём позже сожалел: по сосудам было удобно доставлять бальзамирующие жидкости во все части тела. Акт о вскрытии опубликовали в столичных газетах.

Данные вскрытия, а также история болезни, устанавливают, что единственной основой болезни покойного Владимира Ильича является распространённый, резко выраженный, давний склероз сосудов мозга, явившийся последствием чрезмерной мозговой деятельности в связи с наследственным предрасположением к склерозу. Вследствие сужения просветов артерий мозга и нарушения его питания, в зависимости от недостаточного притока крови, развивались очаговые размягчения мозговой ткани, объясняющие все предшествующие симптомы болезни (параличи, расстройство речи). Непосредственной причиной смерти явилось усиление расстройства кровообращения в головном мозгу и кровоизлияние в область четверохолмия.

### Прощание с Лениным и принятие решения о строительстве Мавзолея
21 января 1924 года в 19 часов в Кремль позвонила Мария Ульянова и сообщила Иосифу Сталину о смерти Ленина. Сталин, Лев Каменев, Григорий Зиновьев, Михаил Калинин выехали в Горки. В 22 часа в Кремле специальная комиссия наметила первые мероприятия по организации похорон, а в 2 часа 15 минут ночи состоялся экстренный пленум ЦК партии. В 3 часа 30 минут состоялось заседание Президиума ЦИК СССР для выбора членов комиссии по организации похорон Ленина. В неё вошли Клим Ворошилов, Владимир Бонч-Бруевич, Вячеслав Молотов и назначенный председателем комиссии Феликс Дзержинский.
На следующий день состоялось первое заседание комиссии. Тело Ленина решили перевезти из Горок в Москву в специальном поезде на Саратовский вокзал (Павелецкий) к 13 часам 23 января. Экстренные выпуски газет «Известия» и «Правда» сообщали, что до похорон тело Ленина будет размещено в Колонном зале Дома Союзов. С 19 часов 23 января был открыт доступ граждан к гробу покойного для прощания. В этот же день ЦИК СССР постановил соорудить у Кремлёвской стены склеп для сохранения тела Ленина «среди братских могил борцов Октябрьской революции» и открыть его для посещений. Одновременно была создана комиссия по устройству склепа, а архитектору Алексею Щусеву поручили подготовить чертежи мавзолея.
23 января в 9 часов 30 минут тело Ленина положили в красный гроб и от Горок пронесли несколько километров до станции Герасимовка. Со станции гроб отправили поездом в Москву. После прибытия на вокзал в 13 часов гроб перенесли и установили у Дома Союзов с почётным караулом, который сменялся каждые десять минут. За три последующих дня в почётном карауле простояли более 9000 человек, а у гроба прошло около миллиона желающих проститься. Комиссия по похоронам получила тысячи писем и телеграмм с просьбой отложить похороны и сохранить тело Владимира Ленина. Везший траурный поезд паровоз был сохранён в музее Московской железной дороги.
Согласно официальной советской историографии, решение о сохранении тела Ленина было принято после многочисленных писем рабочих с просьбами оставить тело Ленина нетленным, сохранить его на века, сделать его символом новой эры коммунизма. В действительности же, письма и телеграммы от партийных ячеек из разных мест страны действительно поступали в ЦИК и комиссию Дзержинского. Но они касались в основном вопросов увековечивания памяти Ленина в архитектурных сооружениях и памятниках или же содержали конкретные просьбы разрешить приехать делегациям в Москву от того или иного уезда, района или города, чтобы проститься с Лениным. Многочисленные обращения и заявления хранятся в Российском Центре хранения и изучения документов новейшей истории (РЦХИДНИ). Что касается бальзамирования и длительного сохранения тела Ленина, то письма с таким предложением в архивах не обнаружены.
16 февраля 1924 года председатель Малого Совнаркома РСФСР Тимофей Сапронов упоминал в докладе, что идея сохранить тело Ленина появилась не сразу и не у Комиссии по организации похорон. Предложение озвучил лечащий врач Ленина Владимир Обух сразу после смерти. Во время прощания с вождём он попросил присутствующих поддержать идею по строительству склепа и представить её на очередном заседании комиссии, а уже к вечеру 23 января на фабриках выносились резолюции с пожеланиями строительства склепа и сохранения тела Ленина. Это подтверждают протоколы заседаний. 22 января комиссия обсуждала вопрос о могиле Ленина: её решили вырыть на Красной площади перед могилой Якова Свердлова, и похоронить Ленина в цинковом гробу. О склепе говорили на заседании 23 января. Были рассмотрены варианты с открытым и замурованным гробом.
За сохранение выступали Феликс Дзержинский, Вячеслав Молотов, Леонид Красин, Николай Муралов. Против высказались родственники Ленина, Варлаам Аванесов, Клим Ворошилов, который позднее изменил своё мнение. Также своё мнение озвучил Владимир Бонч-Бруевич: «Я подумал, как бы сам Владимир Ильич отнёсся к этому, высказался отрицательно, будучи совершенно убеждён, что он был бы против такого обращения с собой и с кем бы то ни было: он всегда высказывался за обыкновенное захоронение или за сожжение, нередко говоря, что необходимо и у нас построить крематорий».
Категорически против продолжал высказываться Лев Троцкий. Позднее в своих воспоминаниях он писал:
Отношение к Ленину, как к революционному вождю, было подменено отношением к нему, как к главе церковной иерархии. На Красной площади воздвигнут был, при моих протестах, недостойный и оскорбительный для революционного сознания мавзолей. В такие же мавзолеи превращались официальные книги о Ленине. Его мысль разрезали на цитаты для фальшивых проповедей. Набальзамированным трупом сражались против живого Ленина.
24 января Надежда Крупская дала согласие продлить прощание с Лениным сроком на один месяц, но оставила за собой право обсудить данный вопрос по окончании срока, так как была против бальзамирования тела и помещения его в саркофаг. Она писала в письме от 25 января 1924 года дочери Инессы Арманд Варваре: «Когда у наших возник проект похоронить В. И. в Кремле, я ужасно возмутилась — его надо было похоронить с товарищами, вместе под Красной стеной пусть лежат…»
Большая у меня просьба к вам: не давайте своей печали по Ильичу уходить во внешнее почитание его личности. Не устраивайте ему памятников, дворцов его имени, пышных торжеств в его память и т. д. — всему этому он придавал при жизни так мало значения, так тяготился всем этим. Помните – так много ещё нищеты, неустройства в нашей стране.Надежда Крупская
Согласно другим документам РЦХИДНИ, решение о сохранении тела Ленина было принято вскоре после его смерти. После долгих споров идею сохранять тело Ленина максимально возможное время признали необходимой для пролетариата. Академик Сергей Дебов писал: «Было бы безответственным называть какой-то определённый срок. Мы приложим все старания и умение, чтобы такое время было как можно более продолжительным, исчислялось столетиями».
После принятия решения в советской прессе стали печататься письма и телеграммы, написанные от лица рабочих и крестьянских коллективов с требованием о бальзамировании тела Ленина. Так 25 января 1924 г. еженедельная газета «Рабочая Москва» опубликовала три такие письма под заголовком «Тело Ленина надо сохранить!». В одном из таких писем говорилось:
Предавать земле тело столь великого и горячо любимого вождя, каким являлся для нас Ильич, ни в коем случае нельзя. Мы предлагаем забальзамированный прах поместить в стеклянный, герметически запаянный ящик, в котором прах вождя можно будет сохранять в течение сотен лет... Пусть он всегда будет с нами.
В другом письме указывалось, что грядущим поколениям необходимо видеть тело человека, совершившего мировую революцию. Во всех этих письмах содержалась одна просьба: чтобы Ленина сохранили и поместили под стекло для обозрения.
25 января 1924 года Президиум Центрального исполнительного комитета СССР постановил соорудить склеп у Кремлёвской стены среди братских могил и открыть его для посещения. На следующий день на II Всесоюзном съезде Советов постановление утвердили. По приказу начальника гарнизона Москвы Николая Муралова у гроба Ленина учредили официальный почётный караул — пост охраны № 1. В почётном карауле стояли делегаты XI съезда Советов РСФСР, курсанты кремлёвской школы ВЦИК СССР. Позже каждый год 22 апреля на посту находились ветераны Гражданской и Великой Отечественной войн.
Ровно в полночь 26 января 1924 года доступ к гробу Ленина прекратили, так как утром 27 января должны были состояться похороны.

### Первый деревянный мавзолей
В ночь на 24 января 1924 года архитектор Алексей Щусев получил задание от правительства срочно спроектировать и построить временный мавзолей для Ленина, который предстояло возвести за трое суток — ко дню похорон. При этом он должен был быть величественным, но лаконичным и вписываться в архитектуру Кремлёвской площади. В мавзолее предусматривался доступ к телу Ленина всем желающим проститься. Щусев создал проект здания за несколько часов.
Я имел время только для того, чтобы захватить необходимые инструменты из своей мастерской, а затем должен был направиться в предоставленное мне для работы помещение. Уже наутро предстояло приступить к разборке трибун, закладке фундамента и склепа. Прежде чем приступить к эскизу, я пригласил для совещания о его архитектурных принципах Леонида Веснина и архитектора Антипова. <…> Я высказал свои соображения, что силуэт Мавзолея не должен быть высотным, а иметь ступенчатую форму. Надпись на Мавзолее я предложил простую: одно слово — ЛЕНИН.Алексей Щусев
К утру правительственная комиссия утвердила готовый эскиз и Алексей Щусев приступил к возведению деревянного мавзолея у Сенатской башни Кремля. Брусья и доски для строительства изготовили на Сокольническом лесном складе из архангельской сосны. Строитель Г. И. Григорьев отмечал, что «усыпальницу вождя возводили более ста человек Сокольнической стройконторы и Московского управления коммунального хозяйства. Ежедневно на площадку приходило много рабочих-добровольцев, также желавших участвовать в сооружении Мавзолея Ленина».
Перед строительством склепа требовалось выкопать более 50 м³ грунта. Замёрзший полутораметровый слой земли не поддавался лопатам, ломам и едва прогревался кострами, поэтому землю пришлось взрывать мелкими зарядами. У места работ была сложная и неоднородная геологическая структура: старое кладбище, сквер, засыпанный Алевизов ров. Во время работы землекопы наткнулись на подземные электрические кабели и старинные постройки, из-за чего пришлось уменьшить размеры котлована и отказаться от строительства колонн усыпальницы. Параллельно с работой землекопов на площади собирали склеп, чтобы установить его в выкопанную яму. Работы были завершены ко дню похорон. По бокам склепа поставили небольшие кубические вестибюли для входа и выхода, но из-за сжатых сроков правый выход остался декоративным — его сделали для симметрии здания.
Мавзолей был построен за двое с половиной суток и стал центром Некрополя. По форме это был тёмно-серый куб высотой в три метра, с трёхступенчатой пирамидой на вершине и надписью «Ленин» на фасаде из чёрных брусков. Для долговечности все деревянные детали были покрыты масляным лаком. Колонны и двери сделаны из чёрного дуба. Для крепления обшивки использовались кованые гвозди с большими фигурными шляпками. По краям мавзолея находились две пристройки для входа и выхода. Правая лестница спускалась на три метра вниз и вела в Траурный зал, освещённый двумя матовыми люстрами. Стены зала были обиты красной материей с чёрными полосами в виде пилястров. На потолке находились серп и молот на фоне складок из красной и чёрной материи. Интерьер оформили по рисункам художника Игнатия Нивинского.
В 8 часов 27 минут 27 января в почётный караул встали Иосиф Сталин, Михаил Калинин и ленинградские рабочие. В 9 часов 20 минут гроб под траурную музыку вынесли из Дома Союзов и понесли к Красной площади. В 9 часов 43 минуты гроб установили в центре зала на возвышении. Тело было видно по пояс, для этого в верхней половине крышки гроба вставили стёкла. Помост, на который установили гроб, с трёх сторон огородили перилами. Сразу после установки гроба народу зачитали принятое накануне обращение II Всесоюзного съезда Советов о необходимости, несмотря на смерть Ленина, продолжать «великую освободительную борьбу».
В 16 часов гроб под ружейные залпы и фабричные гудки отнесли к мавзолею, опустили в склеп на постамент и накрыли знамёнами Коминтерна и Центрального комитета РКП(б).
Недостатки мавзолея выявились быстро: узкая лестница и небольшой Траурный зал не позволяли впустить всех желающих проститься с Лениным. Во время прохождения публики температура в зале повышалась, что могло негативно сказаться на состоянии тела. 30 января 1924 года мавзолей закрыли на две недели для доработки. 4 февраля народный комиссар внешней торговли СССР Леонид Красин решил построить над гробом саркофаг из стекла. В нём планировали создать постоянную циркуляцию охлаждённого воздуха. Красин заказал специальное оборудование из Германии и провёл подготовительные работы по устройству и установке холодильной машины вне мавзолея.
26 февраля 1924 года была создана медицинская комиссия «по наблюдению за состоянием бальзамирования тела Владимира Ильича Ленина и своевременному принятию необходимых мер», так как первое бальзамирование не могло долго сохранять тело Ленина. Профессор анатомии Владимир Воробьёв и биохимик Борис Збарский предложили способ долговременного бальзамирования. Чтобы осуществить задуманное, мавзолей снова закрыли и 26 марта 1924 года устроили в нём лабораторию. 26 июля комиссия ЦИК СССР по увековечиванию памяти Ленина признала новое бальзамирование удавшимся. Оно давало право рассчитывать на сохранение тела в течение десятилетий.

### Второй деревянный мавзолей
Сразу после закрытия 26 марта 1924 года мавзолея на перебальзамирование тела правительство поручило перестроить склеп в более монументальной форме.
То временное сооружение, которое выросло на Красной площади в течение короткого срока этих нескольких незабываемых дней, следовавших за кончиной вождя, конечно, может существовать лишь ровно столько времени, сколько необходимо для сооружения постоянной гробницы.Леонид Красин
В качестве нового сооружения были предложены памятник-дворец, огромная статуя, высокая башня с вращающимся земным шаром на вершине. Эти варианты были отвергнуты как не соответствующие общему архитектурному облику Красной площади, и проектирование мавзолея снова поручили Алексею Щусеву. Новое строение должно было стать одновременно усыпальницей, памятником и трибуной для выступлений перед народом. Алексей Щусев применил композиционные приёмы и упрощённые формы ордерной архитектуры. Он сохранил ступенчатую композицию, но увеличил размеры, добавил портик и трибуны. Второй деревянный мавзолей походил на последний —гранитный. Его миниатюрные макеты были сохранены в фондах Музея В. И. Ленина и Музея архитектуры имени Щусева.
Я искал аналоги во всей истории архитектуры. Форму пирамид для Мавзолея на Красной площади я нашёл неподходящей. "Ленин умер, но дело его живет" — вот, мне казалось, та идея, которая должна быть выражена в архитектуре его Мавзолея. Исходя из этого, я создал композицию ступенчатого памятника.Алексей Щусев
 По одному из мнений, прототипом в частности послужил мавзолей царя Кира.
14 марта 1924 года комиссия утвердила проект хрустального саркофага, который создал архитектор Константин Мельников. К 1 мая были завершены все основные работы по сооружению окрашенного в оливковый цвет мавзолея, вокруг которого был разбит «небольшой сквер, обнесённый чугунной решёткой». Полностью работы закончились к концу месяца. Из-за продолжавшихся работ бальзамирования мавзолей оставался закрытым до 1 августа — в этот день его открыли в 18 часов под звуки похоронного марша. Второй мавзолей функционировал до 1929 года.

Усыпальницу окружал шестиугольный сквер с низкой железной оградой. Дубовые доски нижнего яруса Мавзолея, стоявшие строгой вертикальной шеренгой, представляли собой словно нерушимую стену. Они были сшиты фигурными коваными гвоздями, шляпки которых, как заклёпки на броне, выступали над деревом и скупо, но выразительно лишний раз подчёркивали монументальность здания. Ступени усыпальницы были обшиты, наоборот, горизонтальными досками, что придавало зданию лёгкость. Тяги, двери и колонны венчающего портика были из чёрного дуба, цвет которого выражал идею траура и скорби.
1 августа 1924 года в Мавзолей было торжественно передано Знамя парижских коммунаров, которое впоследствии перешло в постоянную экспозицию Центрального музея В. И. Ленина.
- Второй деревянный мавзолей
- Семён Савельевич Ильин у мавзолея Ленина, 1924 год
- Делегаты V Конгресса Коминтерна у мавзолея Ленина. Москва, июнь, 1924 год
- Лев Троцкий выходит из мавзолея, 1924 год
- Посещение мавзолея Ленина, 1925 год
- Красная площадь, 1926 год
- Фэн Юйсян перед Мавзолеем Ленина, 1926 год

### Гранитный мавзолей

#### Возведение
В январе 1925 года Президиум ЦИК СССР объявил международный конкурс на проект каменной усыпальницы Ленина. В комиссию поступили 117 предложений и эскизов. Среди них предлагались различные варианты: корабль «Октябрь» с фигурой Ленина на борту, круглый мавзолей в виде земного шара, аналог египетской пирамиды, мавзолей в виде пятиконечной звезды. Но после рассмотрения предложенных проектов комиссия решила сохранить образ деревянного мавзолея. Архитектор Щусев на основе старых эскизов создал несколько новых чертежей и выполнил макет из гранита, его проект утвердили. Новое строение было решено облицевать красным гранитом, а также чёрным и серым лабрадором.
Возведением занимался государственный строительный трест «Мосстрой» под руководством главного инженера К. С. Наджарова и инженера И. В. Певзнера. Перед началом работ на первом кирпиче, покрытом воском, каменщик из белорусской деревни Грабовка Никита Кузьмич Фоменков написал: «Товарищ Ленин, ты всегда живёшь». Надпись «Ленин» было решено сделать из красного гранита на чёрном лабрадоре. Минерал подходящего размера нашли в Головинском карьере Житомирской области Украины. Первый блок лабрадора пострадал от взрыва во время добычи, поэтому в Москву повезли второй, весом 60 тонн. Специально для его транспортировки в Москве изготовили телегу весом 16,5 тонн с колёсами шириной 60 сантиметров. Во время перевозки камня колея достигала 50 сантиметров в глубину. При помощи двух тракторов телега преодолела 16 километров от карьера до станции Горбаши за восемь дней, при этом дважды опрокинулась. Для перевозки камня по железной дороге использовали специальную платформу с 16 колёсами, на которой во время Первой мировой войны переправляли подводные лодки. В Москву монолит приехал на Киевский вокзал, оттуда его перегнали на Ленинградский, а ночью за два часа перевезли на Красную площадь. От 60 тонн камня после обработки осталось 48 — получился самый большой монолит из использованных при строительстве мавзолея. На нём сделали надпись, подняли и установили над входом с помощью мощных железнодорожных домкратов.
Постамент под саркофаг весил 20 тонн, его установили на толстый слой песка, а вокруг плиты забили ограждающие сваи — это предохранило усыпальницу от вибрации даже во время прохождения по площади тяжёлых танков. Прочие монолиты весили от 1 до 10 тонн. Всего для строительства потребовалось 2900 м² полированного гранита, каждый квадратный метр которого в среднем обрабатывали три дня. Верхняя плита из красного карельского кварцита была размещена на колоннах из гранита, различные породы которого специально привозили в Москву из всех республик СССР.
Каменный мавзолей был возведён за 16 месяцев — к октябрю 1930 года. По сравнению с деревянным новое здание построили выше на три метра, внешний объём увеличили в 4,5 раза — 5800 м³, а внутренний объём — в 12 раз, до 2400 м³. Его общий вес составил примерно 10 000 тонн. Мавзолей занял самую высокую точку на Красной площади.
Под руководством Исидора Француза во время строительства мавзолей и некрополь привели к единому архитектурному оформлению: убрали разнохарактерные надгробья и монументы, объединили отдельные и коллективные захоронения у Никольской и Спасской башен, заново оформили и установили ограду. По обе стороны от мавзолея установили гостевые трибуны на десять тысяч мест.

#### Интерьеры
В мавзолее находятся вестибюль, Траурный зал и две лестницы. Напротив входа в огромном гранитном блоке был высечен герб СССР образца 1923 года. В 1930 году модель герба из гипса создал скульптор Иван Шадр, а высек из серого лабрадора гранитчик Алексей Бунегин. Лабрадор является сложным в обработке материалом, при изготовлении герба один камень был испорчен. Шесть лент герба изображены объёмными, на каждой на разных языках высечена фраза «Пролетарии всех стран, соединяйтесь!».
Из вестибюля вниз ведут две лестницы. По левой лестнице шириной три метра посетители спускаются в Траурный зал. Стены спуска выложены из серого лабрадорита с уступчатой панелью из габронорита и чёрного лабрадора. Траурный зал по форме представляет собой десятиметровый куб с уступчатым потолком. По всему залу тянется чёрная полоса лабрадорита, на которую поставлены пилястры из красного порфира. Рядом с пилястрами из смальты ярко-красного цвета выложены зигзагообразные полосы, а справа от смальты — снова полосы из чёрного лабрадора. Подобное сочетание создаёт эффект пламени и знамён, реющих на ветру. Для создания этой мозаики был приглашён знаменитый В. А. Фролов — автор мозаик «Спаса на Крови» в Санкт-Петербурге. В центре зала находится чёрный постамент с саркофагом. На теле Ленина — тёмный костюм, белоснежный воротничок, чёрный галстук со светлыми ромбиками. Голова покоится на покрытой крепом красной подушке, руки также лежат на прозрачном чёрном крепе.
Верхнюю ступенчатую плиту саркофага поддерживают четыре незаметные металлические колонки, из-за чего создаётся ощущение, что плита висит в воздухе. Для покрытия нижней плиты использована красноватая орская яшма. Саркофаг состоит из двух наклонных конических стёкол, которые скреплены бронзовой рамой. В верхнюю часть рамы вмонтированы осветительные приборы и светофильтры — они придают оживляющую розовую окраску и уменьшают нагрев. По обе стороны от саркофага находятся боевое и трудовое бронзовые знамёна, которые кажутся атласными из-за специальной подсветки. В изголовье расположен герб СССР в обрамлении веток дуба и лавра. У подножия — перевитые лентой ветви.
Выход из Траурного зала к правой лестнице, которая ведёт на Красную площадь.

#### Саркофаги
С 1933 года в течение 11 лет, выполняя строгие требования медиков, коллектив лаборатории создал десятки макетов саркофага. Его задачей было соблюдение постоянной температуры, поэтому на осветительных приборах начали использовать фильтры, поглощающие тепловую энергию.
Минус первого саркофага состоял в том, что через стёкла было видно отражения посетителей. Чтобы избавиться от этого недостатка, в 1939 году Всесоюзный электротехнический институт начал работу над созданием новой модели саркофага. Проектом руководили Алексей Щусев и скульптор Борис Яковлев. Ещё одной проблемой были лампочки, которые сильно нагревались, периодически их приходилось отключать.
Новый саркофаг получил форму перевёрнутой трапеции: был подобран такой угол отражения, что стекло стало незаметным для смотрящего. В верхней плите саркофага поместили зеркальные лампы и светооптические приборы для лучшего освещения тела. Саркофаг был установлен в мавзолее по окончании Великой Отечественной войны в 1945 году.

#### Обслуживание тела
Первоначальный штат мавзолея составляли комендант, старший электромонтёр и три дежурных электрика. После 1935 года в нём числилось уже тридцать человек со строго закреплёнными должностными обязанностями, среди которых были специалисты по освещению, по охлаждению и прочие узкоспециализированные сотрудники. Перед проведением различных мероприятий мавзолей тщательно проверяла бригада специальной охраны.
В январе 1934 года правительство создало комиссию по осмотру состояния тела Ленина. Вошедшие в комиссию учёные пришли к выводу, что задача по сохранению выполнена полностью. Были отмечены исключительные заслуги профессоров Владимира Воробьёва и Бориса Збарского в поиске и применении новых методик долговременного бальзамирования.
Соблюдением температурного режима и поддержкой необходимой влажности воздуха в саркофаге занималась научная лаборатория, сотрудники которой наблюдали за состоянием кожных покровов, следили за составом специальных растворов для пропитки тела, регулярно фотографировали тело для фиксации и определения изменений объёма рельефа рук и лица, исследовали ткани тела на процессы разрушения и выполняли множество других задач.

#### Эвакуация тела в Тюмень
3 июля 1941 года тело Владимира Ленина под видом секретного объекта эвакуировали на полторы тысячи километров на восток, в Тюмень. Первоначально предполагалось перенести тело в специальное московское убежище, но этот план был изменён из-за налётов немецкой авиации и быстрого приближения немецких войск к Москве. Тюмень была выбрана по личному приказу Сталина как малонаселённый тыловой город, не имевший стратегического значения для противника.
Вагон для перевозки оборудовали специальными амортизаторами для уменьшения вибрации вагона, а также установками для обеспечения необходимого микроклимата. Вагон оснастили в течение суток и отправили в Тюмень поздно вечером. Поезд прибыл в город 7 июля, тело в результате переезда не пострадало. Тюменское начальство узнало о том, чем являлся «секретный объект», только после прибытия поезда на конечную остановку.
Временным мавзолеем стало здание сельскохозяйственного техникума, территорию которого окружал чугунно-кирпичный забор. Траурный зал расположился в небольшой комнате на втором этаже в левом крыле здания. Окна в комнате заложили кирпичом, заштукатурили и закрасили, чтобы избежать перепадов температур от солнечного света. В соседних помещениях расположилась лаборатория, сотрудники которой прибыли вторым эшелоном и привезли дополнительное оборудование, а полностью организационный период занял один месяц. На стене здания сельскохозяйственной академии Тюмени в конце 1980-х повесили табличку, что в годы войны в нём находилось тело Ленина. Теперь в бывшем Траурном зале размещается музей академии.
Тело Ленина пробыло в Тюмени три года и девять месяцев, а его нахождение в городе держалось в секрете. В 1944-м из Москвы приехала комиссия с проверкой. По её результатам заключили, что «тело Владимира Ильича за двадцать лет не изменилось. Оно хранит облик Владимира Ильича, каким он сохранился в памяти советского народа…». Борис Збарский предложил комиссии открыть «Сибирский Мавзолей», но эту идею отклонили.
В начале 1945 года было принято решение вернуть тело Ленина в Москву, ради этого Борис Збарский выехал в Тюмень в феврале. Приказ о возвращении тела Ленина в Москву 23 марта издал комендант Кремля Николай Спиридонов. В этот раз перевозка проходила без спешки и с основательной подготовкой, подготовка к обратному переезду заняла около месяца. Все работники лаборатории числились в командировке с 3 июля 1941 года по 25 марта 1945 года. За телом в Тюмень прибыл специальный состав, а 26 марта его привезли в московский мавзолей.

#### Московский мавзолей во время войны
В 1941 году по приказу Адольфа Гитлера была создана сапёрная команда для взрыва Кремля и мавзолея. На время Великой Отечественной войны доступ в мавзолей был прекращён, также потребовалось замаскировать его от вражеской авиации.
Перед нами встала задача: как защитить Мавзолей от фашистских бомб? Укрыть его мешками с песком? Все равно при прямом попадании это не спасёт… По совету художников и архитекторов во главе с Фёдором Федоровским и Борисом Иофаном мы прибегли к маскировке. Достали 1500 метров сурового полотна. За два-три дня скроили и сшили «дом», нарисовали на нём окна и двери, и затем натянули материю на каркас, возведённый вокруг и над усыпальницей Владимира Ильича. Каркас был из металлических сборных труб, чтобы уменьшить ущерб от возможного пожара от зажигалок. Одновременно погасили и зачехлили звёзды на кремлёвских башнях; покрыли стойкими красками золотые главы церквей и соборов; нарисовали на Кремлёвской стене, на Красной и Ивановской площадях окна и двери. Броский ориентир — излучину Москвы-реки — служба маскировки Моссовета забила баржами и плотами сложными сооружениями и накрыла маскировочными сетями. Сверху район стал казаться нагромождением старых мелких строений. Кремль и Мавзолей как бы слились с окружающими зданиями.Комендант Кремля генерал-лейтенант Николай Спиридонов
6 ноября 1941 года в боях под Москвой был сбит 21 немецкий самолёт. В ночь на 7 ноября 1941 года с мавзолея и кремлёвских звёзд сняли маскировку, а командиры уходящих на фронт московских частей получили приказ прибыть утром на Красную площадь для участия в военном параде. Торжественный парад начался в 8 часов утра. Одновременно с этим на подмосковных аэродромах были приведены в первую боевую готовность 550 истребителей — на случай появления немецких самолётов. К трибуне мавзолея подвели телефонную линию для связи с командным пунктом ПВО. В ГУМе разместили медицинский эвакуационный пункт. Командующий в любой момент мог отдать приказ: «Парад прекратить. Немедленно вступить в бой!». Участники парада прямо от мавзолея отправились на фронт. За время войны немецкие войска сбросили в районе Кремля сотни зажигательных и полтора десятка фугасных бомб.
Пока тело Ленина находилось в Тюмени, в мавзолее провели существенную реконструкцию, установили новый саркофаг, а также кондиционеры, которые поддерживали температуру воздуха на уровне 16 ˚С и влажность на уровне 72 %. Утверждения, что центральная трибуна Мавзолея была построена в 1944 либо в 1945 г., не соответствуют действительности. Она была возведена в первой половине 1939 года. После возвращения тела Ленина в усыпальнице несколько месяцев шла подготовка к открытию для посещения.
24 января 1944 года вышел Указ Президиума Верховного Совета СССР «О награждении орденами научных работников лаборатории Мавзолея В. И. Ленина», которым были награждены орденами несколько научных работников лаборатории Мавзолея за «выдающиеся заслуги в проведении работ по сохранению тела В. И. Ленина в неизменном виде и большие научные достижения в этом деле». Орденом Ленина были награждены руководитель лаборатории Борис Ильич Збарский и научный сотрудник Сергей Руфович Мардашев.

#### Послевоенные годы
24 июня 1945 года на Красной площади состоялся Парад Победы, во время которого колонны солдат бросали к подножию мавзолея знамёна и штандарты Германии. Среди двухсот стягов был личный штандарт Адольфа Гитлера. А 12 августа того же года в День физкультурника на Красной площади проходил парад, во время которого Сталин сделал беспрецедентное приглашение на трибуну мавзолея иностранцев — трёх членов американского дипломатического корпуса: генерала Дуайта Эйзенхауэра, посла Уильяма Гарримана и генерала Джона Дина.
16 сентября 1945 года после основательной реконструкции мавзолей открыли для посетителей. По статистике, с этого года его посещали около миллиона человек в год, в будни — по 3—5 тысяч человек и в выходные — от 9 до 15 тысяч.

#### Сталин в мавзолее
Тело Иосифа Сталина после смерти 5 марта 1953 года перевезли в лабораторию и провели фиксацию тканей на время прощания в Колонном зале, после чего продолжили трёхмесячное бальзамирование. 9 марта саркофаг с телом Сталина установили рядом с саркофагом тела Ленина. 6 марта 1953 года ЦК КПСС и Совет министров СССР приняли решение построить Пантеон, но проект остался нереализованным.

В целях увековечения памяти великих вождей Владимира Ильича Ленина и Иосифа Виссарионовича Сталина, а также выдающихся деятелей Коммунистической партии и Советского государства, захороненных на Красной площади у Кремлёвской стены, соорудить в Москве монументальное здание — Пантеон, памятник вечной славы великих людей Советской страны. По окончании сооружения Пантеона перенести в него саркофаг с телом В. И. Ленина и саркофаг с телом И. В. Сталина, а также останки выдающихся деятелей Коммунистической партии и Советского государства, захороненных у Кремлёвской стены, и открыть доступ в Пантеон для широких масс трудящихся.

Так как замену многотонного монолита с надписью «Ленин» на новый не могли произвести в короткие сроки, его покрыли розовой смолой, затем нанесли слой чёрной краски с голубыми крапинками, имитируя настоящий лабрадор, и написали две фамилии малиновой краской — «Ленин», «Сталин». Способ оказался ненадёжным: зимой, когда камень покрывался инеем, проступала изначальная надпись «Ленин» . Монолит заменили на новый только в 1960 году. Блок с фамилией «Ленин» планировали распилить на памятники для Головинского кладбища, но комендант мавзолея полковник К. А. Мошков сумел сохранить его как историческую реликвию, и когда приехала спецтехника для перевозки блока, он приказал отвезти его на завод камнеобработки в Водники и попросил директора сохранить монолит.
В 1956 году на XX съезде партии Никита Хрущёв выступил с осуждением культа личности Сталина, после чего в стране заговорили о недопустимости пребывания тела мёртвого вождя в мавзолее.
Осенью 1961 года прошло совещание членов Президиума ЦК КПСС по поводу места захоронения тела бывшего генсека. Предлагалось отвести ему место на Новодевичьем кладбище или в Кремлёвском некрополе. В конечном итоге была выбрана земля у Кремлёвской стены.
30 октября 1961 года с трибуны XXII съезда КПСС в предпоследний день его работы выступила старая большевичка и жертва сталинских репрессий Дора Лазуркина в поддержку предложения первого секретаря Ленинградского обкома КПСС Ивана Спиридонова о выносе тела Сталина из мавзолея, рассказав под бурные аплодисменты о том, что ей «приснился» Ленин, сказавший, что не хочет с ним рядом лежать:
Я всегда в сердце ношу Ильича и всегда, товарищи, в самые трудные минуты, только потому и выжила, что у меня в сердце был Ильич и я с ним советовалась, как быть. Вчера я советовалась с Ильичём, будто бы он передо мной как живой стоял и сказал: мне неприятно быть рядом со Сталиным, который столько бед принёс партии.
Вечером 31 октября 1961 года вход на Красную площадь перекрыли, место будущей могилы обнесли фанерой и при свете прожекторов приступили к работе. После выемки земли сделали саркофаг из восьми железобетонных плит. Ровно в 21 час члены комиссии по перезахоронению Сталина вошли в мавзолей. Чтобы разобрать саркофаг, пришлось вызывать рабочих, которые изначально проводили его монтаж. Тело Сталина переложили в гроб, сняли с мундира золотую медаль Героя Социалистического Труда «Серп и Молот», накрыли вуалью и закрыли крышкой. В 22 часа 10 минут восемь офицеров вынесли гроб из мавзолея и перенесли к могиле, затем на верёвках опустили, а сверху положили гранитную плиту. Сталин оказался единственным деятелем, похороненным в некрополе без речей и прощального салюта, но его захоронение прошло во время вечерней репетиции парада под звуки оркестра и грохот боевой техники.
За ночь блок с фамилиями «Ленин» и «Сталин» был заменён на изначальный, привезённый из Водников. 1 ноября 1961 года в прессе появились заметки: «Во исполнение постановления XXII съезда КПСС гроб с телом И. В. Сталина перенесён из Мавзолея Владимира Ильича Ленина к Кремлёвской стене».
Останки Сталина были похоронены у Кремлёвской стены при свете прожекторов. Надпись на фронтоне «Ленин — Сталин» удалили, оставив лишь одно имя — «Ленин». На утро следующего дня никакой заметной реакции общественности не последовало.Председатель КГБ СССР Владимир Семичастный

#### Позднее советское время
Во время работ с 1968 по 1972 год учёные ещё раз усовершенствовали саркофаг Ленина и его систему управления лампами, чтобы освещение кистей и лица производилось по стеклянным световодам от изолированного источника света. Также было упрощено художественное оформление саркофага.  К столетнему юбилею Владимира Ленина в 1970 году мавзолей реконструировали. Были заменены разрушающиеся мраморные блоки, а для лаборатории закупили современное оборудование.
C 4 декабря 1974 года памятники истории Мавзолей Ленина и некрополь у Кремлёвской стены были приняты на государственную охрану. В 1983—1984 годах к задней части Мавзолея добавили закрытый эскалатор для подъёма пожилых членов Верховного Совета СССР на трибуну. Пристройка была выполнена в стиле мавзолея и незаметна со стороны.
Ещё в первые дни после смерти Ленина пошли слухи, что выставленное на обозрение тело — ненастоящее, а в гробу лежит восковая мумия. Слухи оказались стойкими: их распространяли в зарубежной прессе, а в СССР они появлялись даже в конце 1930-х. В середине 1930-х годов для опровержения в мавзолей были приглашены журналисты западных СМИ. Американский журналист Луис Фишер писал, что Борис Збарский в его присутствии открыл саркофаг и повернул голову Ленина влево и вправо, доказывая, что перед присутствующими не фигура из воска.
В конце 1980-х годов вновь появились слухи о том, что вместо тела Ленина в мавзолее хранится его двойник или даже кукла, так как тело не удалось сохранить во время его эвакуации в Тюмень в 1941 году. В конце XX века появилась версия об использовании двойников, которыми периодически подменяют тело вождя. Тогда ведущий эксперт лаборатории профессор Юрий Ромаков заявил, что тело Ленина является настоящим и не нуждается в подобных подменах. Слухи имели реальную основу, но причиной их появления явилось отсутствие необходимой информации в открытом доступе: чтобы поддерживать тело в гибком состоянии, над ним проводились уникальные процедуры и биологические материалы постепенно заменялись искусственными. Проверявшие состояние тела специальные комиссии считали, что оно даже улучшилось, но рядовые посетители видели только руки и голову Владимира Ленина и не могли оценить правдивость высказываний членов комиссий.
В 1990 году Мавзолей Ленина и некрополь у Кремлёвской стены были включены в список всемирного культурного наследия ЮНЕСКО, а с 1995 — получили статус объектов исторического и культурного наследия федерального значения.
Иногда посетители оставляли письма с просьбами и жалобами. Комендатура Кремля регистрировала письма и направляла их в соответствующие организации для изучения вопроса и решения проблем. Одно письмо помогло арестовать коррумпированных чиновников Узбекской ССР.
- Фотографии советского времени
- Никита Хрущёв (справа) и космонавты Валентина Терешкова, Павел Попович (в центре) и Юрий Гагарин на трибуне Мавзолея Ленина, 1963 год
- Учащиеся 22-й московской школы в день 98-й годовщины рождения Ленина на возложении цветов к его мавзолею, 1968 год
- Красная площадь, очередь в Мавзолей Ленина, 1968 год
- Очередь в мавзолей, 1971 год
- Участники VIII Всесоюзного слёта пионеров возлагают венок к Мавзолею Ленина, 1981 год
- Мавзолей Ленина, 1986 год
- Мавзолей Ленина, 1988 год

### Постсоветский период
9 мая 1995 года президент России Борис Ельцин впервые после распада СССР поднялся на трибуну мавзолея. При этом слово «Ленин» было закрыто гирляндой искусственных цветов. Это возмутило многих жителей страны, и в 1996 году во время очередного выступления фамилию уже не закрывали. Однако негативное отношение демократических властей к коммунистическим символам не уменьшалось, и во время парада 9 мая 1997 года Ельцин стоял не на мавзолее, а на деревянной трибуне перед ним.
С 2005 года ко Дню Победы и другим массовым мероприятиям на Красной площади Мавзолей Ленина стали драпировать фанерными щитами.
Осенью 2012 года Мавзолей Ленина был закрыт на реставрацию и реконструкцию. Работы пришлось провести из-за проблем с грунтом: засыпанный в 1812 году Алевизов ров, отделявший Кремлёвскую стену от площади, поплыл под тяжестью фундамента. Плиты сдвинулись и нарушили гидроизоляцию. В декабре 2012 года мавзолей накрыли белым опорно-надувным куполом, чтобы обеспечить плюсовую температуру при работе строителей. После этого появились слухи, что усыпальницу под куполом разберут.
29 апреля 2013 года ремонт был официально завершён. Во время работ укрепили фундамент: по его периметру пробурили более 350 скважин глубиной около 20 метров и залили их бетоном. Это стабилизировало железобетонную плиту в основании мавзолея. Наружные швы загерметизировали, восстановили историческую подсветку, а на пешеходных дорожках вокруг него уложили гранитные плиты. Тело Ленина на время ремонта из усыпальницы не выносили. Мавзолей открыли для посетителей 15 мая 2013 года.
Для объекта запланирован второй этап ремонта, во время которого будет демонтирована пристройка позади с эскалатором для подъёма на трибуны за ненадобностью. Точные сроки не установлены из-за охранного статуса ЮНЕСКО — для демонтажа требуется обследование и согласование с министерством культуры.
В 2013 году в мавзолее обнаружили замурованный пустой колумбарий с нишами для захоронения праха: при входе слева от резного Герба СССР есть проём с обитой медью дверью, за которой находится узкая комната из полированного чёрного лабрадора со светильниками на стенах. В одной из стен есть четыре большие ниши, которые могут вместить до 56 урн. Судя по единому оформлению с остальными помещениями, колумбарий был спроектирован Алексеем Щусевым, но подтверждающих это документов в открытом доступе нет. Предположительно, Сталину могло не понравиться, что колумбарий находится прямо над Траурным залом и над Лениным не должны покоиться люди ниже его по рангу.
В 2017 году Мавзолей Ленина был открыт для посещений со вторника по четверг и в субботу с 10 до 13 часов. Дважды в год его закрывают на два месяца для проведения профилактических работ. В феврале 2016 года специалисты института (бывшей лаборатории) проверяли состояние тела Владимира Ленина, а также проводили техобслуживание оборудования, поддерживающего световой и температурный режимы.
Поддержание сохранности облика Ленина было возложено на Учебно-методический центр биомедицинских технологий, который входит во Всероссийский НИИ лекарственных и ароматических растений. Каждые полтора года сотрудники опускают тело в ванну со специальным ароматическим раствором. Для проверки состояния тканей используются специальные приборы и стереофотоустановки. За последние 20 лет изменений тела не зарегистрировано. В 2017 году процедура проводилась с 16 февраля по 16 апреля, мавзолей на это время был закрыт для посещения. 
В мае-июне 2024 года была проведена госэкспертиза Мавзолея, которая оценила состояние части стен как аварийное, а общее техническое состояние здания памятника как ограниченно работоспособное. В том же году был разработан проект реставрации здания. В мае 2025 года Министерство культуры заключило контракт на 19,6 млн рублей с ГК «ЕКС» на проведение реставрационных и противоаварийных работ и переоборудование части помещений для современного использования, которые должны быть выполнены до 19 июня 2027 года.

## Коменданты мавзолея
Комендатура Мавзолея Ленина создана в 1969 году и относилась к комендатуре Московского Кремля. На 2018 год комендатура мавзолея является подразделением ФСО, сотрудники вместе с полицией отвечают за большую территорию. Срочную службу в комендатуре нести нельзя, туда принимают только контрактников, также служат офицеры.
Известные коменданты
- Полковник К. А. Мошков, сохранивший после демонтажа в 1960 году блок с надписью «Ленин»[157].
- Генерал-лейтенант Сергей Семёнович Шорников, комендант с 1967 года по 1986 год, в 1978-м получил Государственную премию за реконструкцию Кремля и системы его охраны.
- Генерал-майор Геннадий Дементьевич Башкин с 1986 по 1992 год, начал службу в комендатуре Кремля в звании рядового.
- Подполковник В. П. Каменных, начал службу в 1993 году, по образованию врач[131].
- Полковник Александр Горбунов, комендант с 2006 года по настоящий момент, служил при мавзолее со звания рядового, в 1993-м уводил последний караул Поста № 1 от гробницы[158].

## Лаборатория и сохранение других тел
При мавзолее с 26 марта 1924 года существует лаборатория по сохранению тела Ленина. Профессор анатомии Владимир Воробьёв и биохимик Борис Збарский предложили способ долговременного бальзамирования. Чтобы осуществить задуманное, мавзолей закрыли и устроили в нём опытную лабораторию. Научно-исследовательская лаборатория была открыта при мавзолее в 1939 году. Она числилась в составе Минздрава СССР. Изначально руководителями лаборатории являлись академики Воробьёв и Збарский. После смерти Воробьёва с 1934 по 1952 год лабораторией руководил Збарский.
В феврале 1945-го, ещё в Тюмени, учёные лаборатории провели эксперимент по сохранению тела, в результате которого на левой ступне был повреждён небольшой участок кожи. По возвращении в Москву лабораторию расширили и создали специальный банк с экспериментальными телами — это были неизвестные погибшие или умершие, которых никто не разыскивал, на них проводились значительные бальзамические эксперименты. В этом же году лаборатории предоставили здание бывшей школы на Садово-Кудринской улице. Одновременно ей увеличили комплекс задач. Каждые пять лет специальная комиссия осматривала тело Ленина. С помощью многолетних опытов учёные добились стабилизации тканей — изменения стали практически неуловимыми при современных способах контроля.
Лаборатория занималась бальзамированием тел важных политических деятелей других стран: в 1949 году было обработано тело генерального секретаря ЦК БКП Георгия Димитрова, в 1952-м — тело председателя Народного совета министров МНР Хорлогийна Чойбалсана (но его бальзамизация была частичной, по приказу Иосифа Сталина процесс прервали, Чойбалсана похоронили в закрытом саркофаге в Улан-Баторе), в 1953-м — тело руководителя компартии Чехословакии Клемента Готвальда (его тело находилось в мавзолее девять лет, до 1962 года).
В 1952 году Борис Збарский был арестован по делу «врачей-убийц», но освобождён через несколько месяцев после смерти Сталина. С его арестом директором лаборатории стал Сергей Мардашев. С 1962 по 1967 год лабораторией руководил Борис Усков, а с 1967 по 1995 год директором был Сергей Дебов. С 1964 года для поддержания стабильных условий сохранения тела Ленина начали использовать автоматику и электронику, а штат сотрудников разрастался и к 1960—1970 годам уже насчитывал около 200 человек. По этой причине в 1976-м лаборатория переехала в новое здание на улице Красина, дом № 2 и с этого момента стала современным высокотехнологичным институтом с отделами анатомии, гистологии, биохимии и технического обслуживания.
В 1969-м сотрудники лаборатории провели бальзамирование тела председателя ЦК Партии трудящихся Вьетнама Хо Ши Мина, его действующий мавзолей открылся во Вьетнаме после окончания войны с США в 1975 году. В 1979-м сотрудники лаборатории бальзамировали тело президента Народной республики Ангола Агостиньо Нето, оно находилось в мавзолее Анголы с 1980 по 1992 год. В 1985-м — тело президента Гайаны Линдона Форбса Бёрнэма, он был похоронен в закрытом саркофаге в Джорджтауне.
Во время перестройки финансирование лаборатории начали сокращать. В 1989 году сотрудники возрастом от 70 лет были освобождены от руководящей административной работы, а в 1991-м правительство перестало выделять средства на проведение профилактических работ в мавзолее. В 1992 году лаборатория вошла в состав Всесоюзного института лекарственных и ароматических растений (ВИЛАР) и сменила название на «Научно-исследовательский и учебно-методический центр биомедицинских технологий».
В 1995-м было проведено бальзамирование тела президента КНДР Ким Ир Сена, которое выставлено в действующем мавзолее Пхеньяна. В 2011 году в мавзолее забальзамировали тело Великого Руководителя Кореи Ким Чен Ира, его тело размещено рядом с телом Ким Ир Сена. Оба тела перевозили из КНДР в Россию и обратно по железной дороге.
Созданные в лаборатории технологии пользуются спросом и поддерживаются странами с действующими мавзолеями. На сегодняшний день Центр биомедицинских технологий специализируется не только на экспериментальных работах с забальзамированными телами, в нём проводят консервацию археологических находок: тело алтайской принцессы, найденное в 1990-х годах. 5 марта 2013 года умер президент Венесуэлы Уго Чавес. Власти страны вели переговоры с лабораторией о возможности бальзамирования тела, но время для начала работ было упущено, кроме того потребовалось бы вывезти тело Уго Чавеса в Россию на восемь месяцев. Чавеса похоронили в мраморном саркофаге, который установили в здании столичного Музея революции в Каракасе.
С 1995-го по настоящее время лабораторией руководит Валерий БыковУпоминание Быкова отсутствует в публикации Костылевой. На начало 2018 года в лаборатории числится около 40 сотрудников.

## Происшествия в мавзолее
Ещё в сталинский период мавзолей, став одним из главных символов советской власти, привлекал к себе внимание активистов и несогласных граждан. Попытки бросить в сторону мавзолея и кремлёвской стены «коктейли Молотова», чернила, тушь, различные предметы, фиксировались с 1930-х годов. Стоящий внутри саркофаг неоднократно пытались разбить, прострелить и взорвать.
В 1924—1991 годах охраной занимались комендатура мавзолея, наряд Краснознамённого кремлёвского полка и Отдел милиции по охране общественного порядка на Красной площади ГУВД Москвы. В комендатуре Кремля находился небольшой музей предметов, тайком заносившихся на Красную площадь и в мавзолей: ножи, трубы, оружие, взрывчатка и многое другое.
В марте 1934 года, в период голода, рабочий одного из совхозов Московской области Митрофан Никитин намеревался выстрелить в тело Ленина, но был остановлен сотрудниками охраны. Никитин застрелился на месте. После обыска у него обнаружили письмо для правительства и партии:
Эту весну 1934 года опять очень много людей умрёт на почве голода, грязи, от эпидемических болезней… Неужели наши правители, засевшие в Кремле, не видят, что народ не хочет такой жизни, что так жить дальше невозможно, не хватает сил и воли…
Попытки осквернить или разрушить саркофаг предпринимались практически ежегодно:
- в ноябре 1957-го житель Москвы А. Н. Романов бросил в мавзолей бутылку с чернилами[13],
- в марте 1959-го посетитель разбил стекло саркофага, кинув молоток[169].
- 14 июня 1960 года житель города Фрунзе Р. Д. Минибаев, планировавший разрушить саркофаг ещё с 1949 года, разбил стекло ногой, запрыгнув на барьер. Как результат была повреждена кожа забальзамированного тела, и мавзолей на месяц, до 15 августа, закрыли на восстановительные работы[13][170].
- В 1961 году Л. А. Смирнова плюнула в саркофаг и разбила стекло, кинув в него камень[13].
- В апреле 1962 года А. А. Лютиков, житель города Павловский Посад, также бросил в саркофаг камень[13].
- 29 марта 1966 года житель Лабинского района Краснодарского края Г. В. Ватинцев бросил в саркофаг кувалду[171].
- В 1967 году житель Каунаса Крысанов у входа в мавзолей взорвал самодельное взрывное устройство, при взрыве погибло несколько человек, включая самого Крысанова[13][131]. После этого в мавзолее установили более современные приборы и аппаратуру для управления инженерными системами. Также были укреплены конструкции и заменено около 12 000 мраморных блоков[13]. Конструктор Н. А. Мытин и скульптор Н. В. Томский разработали новый саркофаг с мощными металлическими креплениями и углом наклона бронестекла, обеспечивающим защиту от пуль и взрывчатых веществ. Усовершенствованный саркофаг, в создании которого приняли участие московские заводы «Знамя труда» и «Красный пролетарий», был установлен в апреле 1973 года[131].
- Несколько месяцев спустя, 1 сентября 1973 года, в мавзолее был вновь совершён теракт. При взрыве самодельного устройства погибло несколько посетителей, были ранены четыре школьника, также пострадало несколько сотрудников мавзолея и солдат Кремлёвского полка; саркофаг остался неповреждённым[169].
- Позже было ещё несколько попыток взорвать саркофаг[131], поэтому для него было создано специальное пуленепробиваемое стекло[38].
- В апреле 1990 года поджигатель бросил на парапет усыпальницы две трёхлитровых банки с зажигательной смесью. Нападавший был арестован[169].

Кроме непосредственно ущерба мавзолею были попытки испортить другие объекты. Так, 17 марта 1991 года памятнику Иосифу Сталину было нанесено несколько ударов металлическим стержнем, — памятник восстановили уже к следующему утру. На Красной площади также были и попытки самосожжения, поэтому в мавзолее хранились средства для быстрого тушения пламени и помощи пострадавшему, а сотрудники проходили курсы оказания первой медицинской помощи.
19 августа 1991 года во время ГКЧП мавзолей был открыт для посещения, однако его охрану усилили, предполагая, что разбушевавшаяся толпа может разгромить гробницу.
- 15 марта 2010 года житель Подмосковья Сергей Крапецов забрался на трибуну мавзолея и стал призывать разрушить его и похоронить тело Ленина. Во время задержания он оказал вооружённое сопротивление травматическим пистолетом. Карпецов признался, что изначально хотел расстрелять саркофаг из автомата, и объяснил свой поступок неприязнью к «мумии антихриста» и желанием привлечь внимание к сносу мавзолея. Против него было возбуждено дело о нападении на представителя власти, позже выяснилось, что мужчина находился в розыске за совершение разбойного нападения[173][174].
- 27 ноября 2010 года в мавзолей были брошены рулон туалетной бумаги и брошюра «Практические советы хозяину и хозяйке» — нарушителя задержали и госпитализировали в психиатрическую больницу[173].
- 19 января 2015 года двое мужчин с криками «Встань и уйди!» окропили мавзолей святой водой[175].
- В начале февраля 2023 года была совершена попытка украсть тело Ленина; задержанный гражданин был объявлен психически нездоровым.
- В июле 2024 года мужчина кинул в сторону мавзолея «коктейль Молотова», но возгорания не последовало[176].

## Предложения о перезахоронении

### 1989—1991 годы
Первое предложение перезахоронить тело Ленина прозвучало в 1989 году. На Съезде народных депутатов СССР депутат Юрий Карякин заявил, что Ленин хотел быть похороненным на кладбище рядом с могилой матери. Но в РЦХИДНИ не отыскали ни одного документа, в котором родственники Ленина упоминали о его «последней воле». По словам Ольги Ульяновой, утверждения Карякина выдуманы, ни родственники, ни соратники Ленина не ставили вопрос о захоронении вождя.
Движение за перезахоронение разрасталось. Были заявления, что Ленина похоронили не по-христиански (хотя Ленин был убеждённым атеистом), а мавзолей — «зловещий зиккурат, с помощью которого Ленин питается энергией русского народа», и что использование мавзолеев свойственно исключительно диким культурам. При этом сторонники последнего мифа игнорируют тот факт, что во Франции в мавзолее хранятся останки Наполеона, в Эстонии — забальзамированное тело генерал-фельдмаршала Михаила Барклай-де-Толли, в мавзолее Нью-Йорка — тело генерала и президента США Улисса Гранта, в соборе Кракова в саркофаге покоится маршал Юзеф Пилсудский. Также появилась идея сжечь тело, а ёмкость с прахом затопить в Марианской впадине.
Основной мотив желающих перезахоронить тело Ленина: он — военный преступник, ленинизм — тоталитарная идеология, а мавзолей — проявление ленинизма. Русский артист Игорь Тальков неоднократно высказывался о необходимости снесения мавзолея с Красной площади и утилизации захоронений в Кремлёвской стене и некрополя перед ней (кроме своих интервью, вынос тела Ленина из мавзолея и советских захоронений из Кремлёвской стены как маркер десоветизации он отразил в своих песнях «Господин президент» и «Стоп! Думаю себе… [Чтой-то тут не так…]»). В произведениях Талькова показан советский мистицизм — звёзды, серп и молот, мавзолей, который ассоциируется с адом. Как вспоминал впоследствии Никита Джигурда, за две недели до смерти Тальков послал Ельцину ультимативное письмо: «Если вы называете себя демократом, почему до сих пор Ленин не вынесен из мавзолея?»
21 апреля 1989 года Марк Захаров в прямом эфире программы «Взгляд» сказал, что Ленина пора простить и захоронить по-человечески. Позже он называл Ленина государственным преступником, которого необходимо судить.
5 сентября 1991 года с одобрения Михаила Горбачёва попытку похоронить Ленина предпринял Анатолий Собчак. Он выступил на заседании депутатов с предложением, основанном на несуществующем завещании Ленина с желанием быть похороненным на Волковском кладбище в Ленинграде. Собчака поддержал мэр Москвы Гавриил Попов. В демократической прессе появились хвалебные статьи о достоинствах Волковского кладбища и непременном упоминании о скором перезахоронении на кладбище тела Ленина. Кремль получил поток телеграмм и писем с протестом. В сентябре 1991 года в Моссовете был поставлен вопрос о выносе тела Ленина из Мавзолея и его захоронении.
11 сентября 1991 года на собрании в Центральном музее Ленина был сформирован общественный комитет «В защиту Ленина». 12 сентября появились слухи, что ночью тело будет тайком вывезено из мавзолея, поэтому на Красную площадь вышли пикетчики и сформировали народную дружину по защите тела Ленина. 10 октября того же года у здания Моссовета прошла манифестация рабочих Москвы. Участники составили коллективное обращение к Михаилу Горбачёву с требованием защитить тело Ленина от нападок. В ноябре журнал «Форбс» сообщил о желании советского правительства продать саркофаг с телом Ленина на аукционе с начальной ставкой от 15 миллионов долларов, но позже журналисты признались в розыгрыше.

### 1992—2000 годы
По мнению иностранных журналистов, проходившие мимо мавзолея люди испытывали неловкость и недоумение, ведь исторический цикл коммунизма закончился и эта идеология мертва. Поэтому Владимира Ленина надо похоронить рядом с родными, а Мавзолей Ленина превратить в мемориал жертв революции.
В октябре 1993 года мэр Москвы Юрий Лужков представил проект указа президента «О восстановлении исторического облика Красной площади г. Москвы», в приложении к проекту говорилось:

Происшедшие в Москве 2-4 октября события вынуждают нас обратиться к Ельцину Б. Н. с просьбой решить вопрос о перезахоронении тела В. И. Ленина и свыше 400 человек, покоящихся у Кремлёвской стены.
В 1993 году президент Калмыкии Кирсан Илюмжинов предложил перенести мавзолей в столицу республики Элисту и был готов выделить для этого миллион долларов.
22 апреля 1994 года депутат Валерия Новодворская организовала пикет под лозунгом «Похороним дело и тело Ленина». Она была задержана и сделала заявление, что подаст в суд на сотрудников милиции за «воскрешение сталинских методов поддержания порядка».
А в 1996 году один из главных идеологов перестройки Александр Яковлев на личные средства издал брошюру о необходимости провести суд над большевизмом.

Почему нужен такой суд? Да потому что Ленин всё ещё лежит в Мавзолее почитаемый, вся страна усеяна памятниками ему. А ведь он преступник. Идеология насилия, идеология люмпенов не умерла. Трудно с таким грузом быстро двигаться дальше. Я не говорю, что всяк и каждый должен покаяться, падать на колени. Нет. Надо просто осознать, понять, от чего мы ушли. Вот 7 ноября мы все по-прежнему отмечаем праздник, переименовали его в День согласия и примирения. Я предлагал переименовать его в День скорби и покаяния. В этот день семьи не должны ходить на демонстрации, пусть уж лучше сидят дома. Этот день нужен для того, чтобы граждане вспомнили о тех своих родственниках, которые погибли из-за войн и репрессий. И просто выпили за них рюмочку. А больше ничего и не надо.
— А. Н. Яковлев
14 марта 1997 года Борис Ельцин предложил похоронить Ленина «…как он и завещал, рядом с матерью в Санкт-Петербурге», несмотря на отсутствие существования подобного завещания. 17 марта 1997 года на заседании Государственной думы заявления Ельцина о перезахоронении были названы противоправными и приравнены к вандализму. 6 июня того же года Борис Ельцин повторил идею на заседании Совета по культуре и искусству в Санкт-Петербурге. В газете «Правда» от 11 июня было опубликовано опровержение РЦХИДНИ существования завещания Ленина с упоминанием похорон на кладбище рядом с родными.
4 июня 1997 года Государственная дума приняла закон «О статусе Красной площади города Москвы». Документ запрещал на Красной площади реконструкцию имеющихся объектов и строительство новых, нарушающих исторический облик площади. 11 июня Совет Федерации отклонил закон. 11 декабря 1997 года была предпринята повторная попытка принять закон, однако Совет вновь его отклонил.
6 июня Борис Ельцин снова заявил о завещании и желании Ленина быть похороненным в Санкт-Петербурге. Также появилась идея одновременного перезахоронения останков семьи Николая II. Позднее прозвучала версия, что идея о перезахоронении должна была отвлечь внимание людей от здоровья Ельцина — ему предстояла сложная операция, а из-за кризиса 1998 года акцию переноса тела пришлось отменить.
24 мая 1999 года патриарх Алексий II высказался за перезахоронение останков:
Я надеюсь, что когда-то будет создан какой-то пантеон или место захоронения, куда будут перенесены останки деятелей революции, которые находятся на Красной площади. Это аморально, когда на Красной площади совмещаются рок-представления, рок-концерты рядом с погостом.
Однако в сентябре 2000 года патриарх просто предложил запретить концерты на Красной площади по причине того, что мощная аппаратура заставляет вибрировать храм Василия Блаженного, а пьяная молодёжь после концертов устраивает туалеты и посиделки на территории собора и церквей в Зарядье.
15 сентября 1999 года Министерство культуры заявило о недопустимости ликвидации некрополя. 22 мая 2000 года было зарегистрировано Объединение родственников лиц, похороненных в Почётном некрополе у Кремлёвской стены. Объединение планировало защищать права родственников на неприкосновенность захоронений и защиту некрополя и Мавзолея как памятников истории и культуры, внесённых в Список всемирного культурного наследия ЮНЕСКО и являющихся объектами исторического наследия общероссийского значения. 15 декабря 2000 года Объединение направило открытое письмо президенту Владимиру Путину. В письме говорилось, что попытки уничтожить мавзолей и некрополь, а также предложение партии СПС создать в мавзолее комплекс жертв политических репрессий являются осквернением исторической памяти народа. Письмо опубликовали «Советская Россия», «Российская газета», «Парламентская газета».

### После 2000 года
24 июля 2001 года Владимир Путин заявил, что он против перезахоронения тела Ленина:
У нас страна жила в условиях монопольной власти КПСС 70 лет. За это время, это время жизни целого поколения. Многие люди связывают с именем Ленина свою собственную жизнь. Для них захоронение Ленина означает следующее: для них это будет означать, что они поклонялись ложным ценностям, что ставили перед собой ложные задачи и что их жизнь прожита зря. Я думаю, что действия подобного рода могут привести к такому деструктивному состоянию, которое мы уже переживали.
В ноябре 2005 года КПРФ начала бессрочную акцию по сбору подписей под петицией с требованием оставить тело Ленина в мавзолее. Причиной стали очередные призывы к перезахоронению, а также слова Валентины Матвиенко, что Россия — не Египет и в ней нет места мумиям.
В 2006 году по данным ВЦИОМ против перезахоронения тела Ленина выступило 22 % опрошенных. В начале апреля 2006 года директор Института российской истории Владимир Лавров написал официальное письмо, где указал, что Россия не сможет демократично развиваться, пока не расстанется с символами коммунистической утопии и красного террора, так как Ленин и Сталин несут личную ответственность за репрессии, ГУЛАГ и национальный геноцид. Также, по мнению Владимира Лаврова, содержание тела Ленина не должно происходить за счёт налогоплательщиков, а некрополь на Красной площади следует ликвидировать. В защиту мавзолея высказался Юрий Осипов, президент Российской академии наук. Он полагает, что недопустимо так просто выжигать историю: «Если каждое новое поколение будет сводить счёты с предыдущим, ничего хорошего из этого не выйдет».
22 апреля 2006 года Михаил Горбачёв заявил, что тело Ленина надо предать земле в будущем, когда решатся нынешние серьёзные проблемы государства, а в настоящее время обострять ситуацию ни к чему. Министр культуры и массовых коммуникаций Александр Соколов также говорил, что перезахоронение может состояться в неопределённом будущем. Председатель комитета Госдумы по труду и социальной политике Андрей Исаев отмечал, что вопрос нужно решить в скором времени, с непременным участием представителей КПРФ и наследников Ленина, и если они договорятся, перезахоронить Ленина после того, как с ним простятся все желающие. Исаев называл удобным временем переноса тела период после выборов парламента и президента в 2007 и 2008 годах. Григорий Явлинский говорил, что было бы правильным похоронить Ленина на кладбище, а могилу Сталина убрать с Красной площади, но сделать это необходимо, не раскалывая общество и не вызывая новых конфликтов. По мнению Владимира Лукина, этот вопрос сможет решить следующее поколение россиян, хотя он не возражает против существования здания мавзолея как исторического памятника.
По данным опроса ВЦИОМ 2009 года, 41 % опрошенных считал сохранение тела Ленина неправильным, 15 % полагали, что тело Ленина находится в мавзолее по праву, 66 % опрошенных были за перезахоронение тела Ленина, из них 28 % предполагали это делом отдалённого будущего, а 38 % выступали за незамедлительное перезахоронение. В Москве и Петербурге число согласных с перезахоронением больше среднего процента по России — 48 %.
За перезахоронение высказались Любовь Слиска, Никита Михалков и Георгий Полтавченко. Против — племянница Ленина Ольга Ульянова, её поддержал Геннадий Зюганов, заявляя, что этот проект является провокацией и проявлением либерального фашизма.
6 сентября 2010 года Владимир Путин на встрече с участниками клуба «Валдай» заявил, что вопрос о перезахоронении Ленина российский народ решит в своё время, поскольку «история — такая штука, которая не требует суеты».
В 2009 году Владимир Мединский, будучи депутатом Госдумы от «Единой России», отмечал, что нет никакого смысла в содержании тела Ленина в мавзолее:
Нахождение идеологического артефакта в центре столицы является аморальным актом, бессмысленным с точки зрения бюджетных трат, вредным с идеологической точки зрения и жестоким как по отношению к родственникам Ленина, так и по отношению к людям, не разделяющим коммунистической идеологии.
20 января 2011 года Мединский говорил, что Ленин — предельно спорная политическая фигура и его присутствие в некрополе — крайняя нелепость. Он полагал, что от тела сохранилось не более 10 %: «Я считаю, что каждый год мы должны поднимать один и тот же вопрос о выносе останков тела Ленина из мавзолея. Это какая-то нелепая, язычески-некрофильская миссия у нас на Красной площади… С этим извращением пора заканчивать». Заявление Мединского об останках проверил еженедельник «Власть». Журналисты подсчитали, что было удалено и заменено при бальзамировании, и пришли к выводу: от тела Ленина осталось 23 %.
Владимира Мединского поддержал член комитета Госдумы по информационной политике, информационным технологиям и связи Роберт Шлегель. Глава президентского Совета по правам человека Михаил Федотов предложил придать мавзолею статус музея: «Мавзолей — это наша история. Ленин — это наша история, какой бы трагической она ни была. Люди смогли бы свободно посещать мавзолей, понимая, что они посещают именно музей, а не кладбище. В качестве примера могу привести могилу Наполеона во Дворце инвалидов в Париже». Похожей позиции придерживается Сергей Митрохин, говоря о мемориале жертвам коммунизма: «Почему именно музей Ленина, давайте лучше сделаем в этом месте мемориал жертвам Гулага или жертвам большевизма. И мавзолей как архитектурное здание можно оставить». Публицист и богослов Андрей Кураев отмечал, что ежегодное изучение общественного мнения по данному вопросу в течение двадцати лет уже надоело и лидерам страны пора определиться и внятно и чётко высказать свою позицию.
25 января 2011 года секретарь ЦК КПРФ Сергей Обухов заявил: «Ленин уже похоронен, так как покоится в саркофаге на глубине трёх метров под землёй».
Заместитель директора Учебно-методического центра биомедицинских технологий, академик РАМН Юрий Денисов-Никольский уверен, что тело Ленина может храниться в отличном состоянии более ста лет, при этом ежегодные расходы не превысят нескольких десятков миллионов рублей. Захоронение тела в этом случае прервёт уникальный биохимический эксперимент продолжительностью в 90 лет, результаты которого имеют для науки огромное значение. Химик-журналист Пётр Образцов опубликовал статью, в которой задался вопросом о ценности и уникальности эксперимента с сохранением тела Ленина. По мнению Образцова, использованный метод бальзамирования известен сотни лет, а в Кунсткамере Санкт-Петербурга два века в банке с формалином хранится двухголовый телёнок. Единственное отличие от тела Ленина состоит в том, что телёнок полностью погружён в формалин, а тело Ленина им пропитано.
30 марта 2011 года президент Русского культурно-просветительного фонда имени святого Василия Великого Василий Бойко-Великий и адвокат А. А. Аверьянов написали заявление Генеральному прокурору Юрию Чайке, в котором говорится о подготовке к совершению преступления, подпадающего под статью 244 Уголовного кодекса Российской Федерации. Указанным преступлением Василий Бойко-Великий назвал профилактические работы над телом Ленина, проводимые специалистами каждые полтора года, и указал преступника — «Региональную благотворительную общественную организацию сохранения Мавзолея В. И. Ленина». Объектом преступления указана «общественная нравственность в сфере уважительного отношения к памяти умерших», объективная сторона преступления — надругательство над телом умершего Ленина, так как «никаких фундаментальных и прикладных значений исследования „остатков тела“ умершего 86 лет назад В. И. Ульянова (Ленина) значение иметь не может». Василий Бойко-Великий просит «возбудить уголовное дело в отношении указанных им лиц на основании статьи 42 ФЗ РФ „Об общественных объединениях“ внести в руководящий орган указанной общественной организации представление об указанных нарушениях закона и установить срок их устранения… В противном случае… вынести решение о приостановлении деятельности Региональной благотворительной общественной организации сохранения Мавзолея В. И. Ленина на срок до шести месяцев, либо её ликвидации».
В июле 2013 года митрополит Илларион заявил: пока труп Ленина не вынесут с Красной площади, страна не начнёт развиваться.
В январе 2016 года Владимир Путин призвал не предпринимать шагов, которые разделяют общество, и к вопросу о перезахоронении Владимира Ленина подойти аккуратно.
12 марта 2017 года РПЦЗ выступила с призывом убрать с Красной площади тело Ленина. А на следующий день депутат от партии ЛДПР Иван Сухарев направил запрос на имя спикера Совфеда Валентины Матвиенко с просьбой демонтировать мавзолей:
Большевистский переворот, по сути, был преступлением против государства. Теперь мы живём в совершенно иной стране, но символы, мертвецы продолжают находиться в центре столицы. Нужно раз и навсегда поставить точку в данном деле и примирить красных и белых, похоронив большевистских вождей по православному обряду. Тем более свою позицию по этому поводу озвучила Церковь.
1 апреля того же года появилась публикация о решении Госдумы перезахоронить тело Ленина в Мытищах. Источники сообщали, что удалось убедить всех противников перезахоронения, в том числе самых непримиримых. Консенсус был достигнут после того, как было заявлено: тело Ленина останется в усыпальнице. 20 апреля депутаты от ЛДПР и «Единой России» предложили на рассмотрение законопроект о перезахоронении тела Ленина, где предлагалось установить порядок перезахоронения исторических личностей. При этом сам факт необходимости перезахоронения считался установленным, но конкретные сроки не названы:

В целях рассмотрения вопросов перезахоронения останков исторических личностей, деятельность которых оказывала влияние на ход и исход крупных исторических событий, в целях увековечения их памяти правительством РФ в установленном им порядке образуются межведомственные комиссии… перезахоронению подлежат останки Владимира Ильича Ульянова (Ленина)… Порядок, сроки и место перезахоронения останков Владимира Ильича Ульянова (Ленина) определяются правительством РФ с учётом предложений межведомственной комиссии.
Отсутствие конкретных сроков позволило бы применить законопроект во время пика очередной готовности общества похоронить тело Ленина. Прошлый пик пришёлся на вторую половину 1980-х и первую половину 1990-х. После обсуждения и критики законопроекта депутаты «Единой России» отозвали подписи. Правительство законопроект не поддержало. Положения законопроекта допускают перезахоронения без учёта волеизъявления умершего и за счёт федерального бюджета, но при этом источники финансирования не определены, что затрудняет оценку финансовых последствий принятия этого закона.
По данным ВЦИОМ, на 21 апреля 2017 года 39 % граждан России считали Мавзолей Ленина туристическим объектом, 38 % считали, что нахождение тела Ленина на Красной площади неправильно и противоестественно, 18 % — что тело лежит в мавзолее по праву. При этом 63 % высказалось за захоронение тела Ленина: 32 % считает, что сделать это нужно немедленно, 31 % — спустя некоторое время.
В июне 2017 года в областных и краевых центрах России прошли конференции на тему «Октябрьская революция. Мифы и реальность». На конференциях в том числе обсуждались вопросы, связанные с мавзолеем: «Что такое Мавзолей — зловещий зиккурат или сакральный символ нашей истории?».
27 октября 2017 года Ксения Собчак во время встречи с избирателями в Екатеринбурге объявила, что её первый президентский указ будет о перезахоронении тела Ленина, так как сам факт его пребывания в мавзолее — «это средневековье». 2 ноября глава Чеченской Республики Рамзан Кадыров поддержал идею перезахоронения и заявил, что это «разумно и человечно». Кадыров уточнил, что данный вопрос должен решаться президентом России. Эту позицию разделила депутат Госдумы Наталья Поклонская: «Поддерживаю Рамзана Ахматовича и тоже считаю, что смотреть на труп в центре столицы это по меньшей мере не гуманно и не по-человечески. Если решение о захоронении будет принято, значит, наступит новый этап развития нашей Родины с перевёрнутой страницей прошлого и готовностью идти дальше, помня уроки истории». 13 ноября Владимир Жириновский предложил тело Ленина захоронить, а мавзолей использовать в качестве трибуны для публичных выступлений: «Надпись „Ленин“ убирается и пишется „Государственная трибуна“. И на всех торжествах туда поднимаются… Мавзолей как строение пусть стоит: наверху великолепная трибуна, мы к ней привыкли. Пусть сохраняется». В правительстве заявили, что тема захоронения Ленина признаётся достаточно резонансной, но не стоит в повестке дня.
По мнению Владимира Путина, при захоронении Ленина советские власти отталкивались от традиции христианского почитания мощей.

Ленина положили в Мавзолей — чем это отличается от мощей святых для православных, да просто для христиан? Мне говорят: «Нет, в христианском мире нет такой традиции». Как же нет? На Афон поезжайте, посмотрите, там мощи святые есть, да и здесь тоже святые мощи Сергия и Германа. То есть, по сути, ничего нового тогдашняя власть не придумала, она просто приспособила под свою идеологию то, что человечество уже давно изобрело.
— В. В. Путин

## В искусстве

### Художественные акции
В 1998 году в московской Галерее наивного искусства «Дар» художники Юрий Шабельников и Юрий Фесенко провели арт-проект «Мавзолей: ритуальная модель». Для проекта был изготовлен торт весом 80 кг в виде тела Ленина, который был съеден во время акции. По словам галериста Сергея Тарабарова, художники, не оценивая деятельность Ленина с точки зрения морали, пытались продемонстрировать утрату его актуальности, переход личности вождя в разряд истории искусства. Понимая радикальность идеи, галерист предварительно консультировался с искусствоведами, философами и двумя священниками. Перформанс вызвал скандал, реакция общественности оказалась отрицательной.

### В филателии
- Мавзолей Ленина на почтовых марках СССР
- 1925 год
- 1928 год
- 1931 год
- 1934 год
- 1934 год
- 1944 год
- 1946 год
- 1947 год
- 1948 год
- 1949 год
- 1962 год
- 1970 год
- 1975 год
- 1988 год